# Jon Gjønnes
Jon Gjønnes (* 1931 in Brevik; † 6. April 2021) war ein norwegischer Physiker im Bereich der Kristallographie.
Gjønnes studierte an der Universität Oslo. Nach ihm benannte die International Union of Crystallography die Gjønnes Medal in Electron Crystallography.

## Auszeichnungen
- 2008 Gjønnes Medal in Electron Crystallography